# Androeme
Androeme is een kevergeslacht uit de familie van de boktorren (Cerambycidae). De wetenschappelijke naam van het geslacht werd voor het eerst geldig gepubliceerd in 1910 door Aurivillius.

## Soorten
Androeme is monotypisch en omvat slechts de volgende soort:
- Androeme plagiata Aurivillius, 1910